# Klinik Vincentinum Augsburg
Die Klinik Vincentinum Augsburg ist ein Krankenhaus der Versorgungsstufe 1 in der bayerischen Großstadt Augsburg. Getragen wurde es viele Jahre lang vom Mutterhaus Augsburg der „Kongregation der Barmherzigen Schwestern vom heiligen Vinzenz von Paul“. Die Barmherzigen Schwestern verkauften das Vincentinum mit Wirkung ab 1. Juli 2017 an den Artemed Klinikgruppe.

## Allgemeine Informationen
Die Klinik liegt in der Jakobervorstadt am Rand der Augsburger Innenstadt unweit der ehemaligen Stadtmauer mit dem Fünfgratturm und der Augsburger Kahnfahrt. Sie ist mit dem Auto über die B 2 gut zu erreichen. Die Stadtwerke Augsburg bedienen zudem mit den Stadtbuslinien 35 und 44 eine eigene Haltestelle „Klinik Vincentinum“.
Das Vincentinum verfügt über 248 stationäre Betten sowie 48 Betten zur Nachbetreuung bei ambulanten Eingriffen und Untersuchungen. Rund 500 Mitarbeiter sowie etwa 90 Ärzte und Belegärzte betreuen jährlich rund 20.000 stationär und ambulant behandelte Patienten.

## Geschichte
Die Barmherzigen Schwestern vom hl. Vinzenz von Paul erwarben 1890 das Gelände des ehemaligen Klosterbräuhauses der Franziskaner (OFM) in der heutigen Franziskanergasse nördlich von St. Maximilian. 1892 wurde ein Altenheim, das St.-Vinzenz-Pensionat eröffnet. 1904 eröffneten die Schwestern ein Krankenhaus mit 50 Betten für die Fachrichtungen Augenheilkunde, Chirurgie, Gynäkologie und Hals-Nasen-Ohren-Heilkunde. Von 1914 bis 1917 und im Zweiten Weltkrieg diente es z. T. als Lazarett. Im Jahr 1996 wurde der Altbau abgerissen und durch einen Neubau ersetzt.
Die Kongregation der Barmherzigen Schwestern war bis 2017 Träger der Klinik. Aufgrund des demographischen Wandels im Orden und der damit einhergehenden nicht mehr zu stemmenden Belastung verkauften sie die Klinik ab dem 1. Juli 2017 an die Artemed Klinikgruppe. Nach dem Verkauf begann der neue Eigentümer mit der Modernisierung der Klinik. Im Zuge dessen wird ein neuer Anbau errichtet, der bis Mai 2025 bezugsfertig sein soll.[veraltet] Vorgesehen ist darin die Unterbringung der Krankenhausverwaltung sowie 55 zusätzlicher Betten. Des Weiteren soll eine Klinikkapelle entstehen.

## Medizinische Abteilungen
Das Vincentinum wurde lange Zeit als reines Belegkrankenhaus geführt, was bedeutet, dass sämtliche Ärzte im Krankenhaus eine bestimmte Anzahl an Betten belegen dürfen, daneben aber selbstständig sind und zumeist noch eine eigene Praxis führen.
Seit 2019 baut die Klinik Vincentinum ihr medizinisches Angebot stückweise aus. Die bereits bestehenden belegärztlich geführten Abteilungen werden durch chefärztlich geführte Hauptabteilungen stückweise ergänzt.
Die Klinik besitzt Hauptfachabteilungen der Fachrichtungen Arterielle Gefäßchirurgie, Venenchirurgie, Interventionelle Kardiologie, Wirbelsäulenchirurgie, Neurologie und Anästhesiologie. Zudem gibt es Belegarztabteilungen der Fachrichtungen Anästhesie, Augenheilkunde, Chirurgie, Hals-Nasen-Ohren-Heilkunde, Innere Medizin und Orthopädie. Damit deckt es die wichtigen Bereiche der medizinischen Grundversorgung ab.

## KVB-Notfallpraxis, Ärztehaus und Diagnostisches Zentrum
Als integraler Bestandteil des Gesamtkonzepts befinden sich direkt neben dem Vincentinum mehrere, selbstständige Einrichtungen, die in enger Zusammenarbeit mit dem Krankenhaus stehen: Die KVB-Notfallpraxis wird von der Kassenärztlichen Vereinigung Bayerns betrieben und stellt für kleinere Notfälle, die noch nicht in den Aufgabenbereich einer Notaufnahme eines Krankenhauses fallen, Mittwochnachmittag und am Wochenende Ärzte.
Das in der Franziskanergasse gelegene Ärztehaus besitzt Arztpraxen verschiedener Fachrichtungen, deren Ärzte zumeist auch im Vincentinum Betten belegen.
Das Diagnostische Zentrum am Vincentinum Augsburg (DZVA) befindet sich direkt gegenüber der Klinik im Gesundheitszentrum am Vincentinum. Patienten werden dort mittels verschiedenster Diagnostikverfahren untersucht.
Im Gesundheitszentrum am Vincentinum befinden sich mehrere Arztpraxen unterschiedlicher Fachrichtungen und Gesundheitsdienstleister wie Apotheke, Sanitätshaus und Physiotherapieeinrichtung.

## Auszeichnungen und Zertifikate
- Seit 2014 ist das EndoProthetikZentrum EPZ an der Klinik Vincentinum Augsburg nach den Richtlinien von endoCert© zertifiziert.
- Seit 2019 zeichnet der Verband der Privaten Krankenkassen (PKV) die Klinik Vincentinum Augsburg für die überdurchschnittlich hohe medizinische Qualität und die komfortable Unterbringung ihrer Versicherten aus.
- Seit 2021 ist die Abteilung für Phlebologie und Venenchirurgie von der Deutschen Gesellschaft für Phlebologie und vom Berufsverband der Phlebologen als Venen Kompetenz-Zentrum zertifiziert.
- Seit 2025 ist die Abteilung für Wirbelsäulenchirurgie als Wirbelsäuleneinrichtung der DWG® zertifiziert.